# Skuhrov (okres Havlíčkův Brod)
Skuhrov (německy Skuchrow) je obec v okrese Havlíčkův Brod v Kraji Vysočina. Žije zde 320 obyvatel. Nachází se přibližně 9 km severozápadně od města Havlíčkův Brod v oblasti Českomoravské vrchoviny, v nadmořské výšce kolem 500 metrů. Skuhrov je součástí mikroregionu Podoubraví a spadá pod správní obvod obce s rozšířenou působností Havlíčkův Brod. Historie obce sahá do první poloviny 14. století, což dokládají první písemné zmínky a existující historické památky, mezi které patří zejména gotický kostel sv. Mikuláše. Obec poskytuje základní občanskou vybavenost včetně základní školy.

## Historie
Obec Skuhrov leží asi 10 km severně od Havlíčkova Brodu v nadmořské výšce přibližně 502 m. Vznikla pravděpodobně na přelomu 12. a 13. století při tzv. Haberské stezce, která byla významnou obchodní cestou spojující oblast Čáslavska a Havlíčkobrodska se stříbrnými doly v Německém Brodě. První písemná zmínka o Skuhrově pochází z roku 1352, kdy zde již stál kostel a farní úřad.
Ve středověku byla obec součástí panství Lipnice, poté patřila k panství Světlá nad Sázavou a od roku 1636 až do zrušení vrchnostenské správy v roce 1848 k panství Habry. Název obce je vykládán různě, mimo jiné i podle slova „skuhrání“, snad s narážkou na tehdejší neúrodnost půdy ve vyšší nadmořské výšce. K původnímu Skuhrovu náležely i okolní osady Huntířov, Alšovice a Splzov; Alšovice se osamostatnily v roce 1950 a Splzov později.
Od poloviny 16. století se v oblasti rozvíjelo drobné sklářství. Vyráběly se zde především skleněné kamínky, korálky a drobné ozdobné prvky, často v domácích dílnách nebo v tzv. driketách, z nichž první byla v Huntířově postavena roku 1865.
Ve 20. století prošel Skuhrov významným technickým a společenským rozvojem. Roku 1934 zde byla zřízena dětská poradna, v roce 1940 bylo zavedeno telefonní spojení. V letech 1949–1952 byla vybudována silnice Jistebsko–Splzov, roku 1951 zahájeno autobusové spojení a v roce 1959 postavena první autobusová čekárna. V poválečných letech vznikla Osvětová beseda, místní rozhlas a rozhlasový kroužek, byla rozšířena knihovna (založená roku 1945), která v roce 1957 získala ocenění „Vzorná lidová knihovna“. V 50. letech byla vybudována požární nádrž v Huntířově, využívaná i jako koupaliště, uvedená do provozu roku 1959 a v letech 1968–1969 prošla první velkou opravou.
Správně byl Skuhrov po roce 1850 zařazen do okresu Čáslav, od roku 1950 spadá do okresu Havlíčkův Brod. Dnes má obec rozlohu přibližně 5 km².

## Obyvatelstvo
K 1. lednu 2025 měla obec Skuhrov v okrese Havlíčkův Brod celkem 320 obyvatel. Počet obyvatel zde v posledních letech mírně roste – v roce 2021 žilo ve Skuhrově 282 osob, v roce 2023 pak 299 a k počátku roku 2024 již 310 obyvatel. Podle sčítání lidu z roku 2021 bylo ve Skuhrově 148 mužů a 142 žen. Věková struktura obyvatelstva byla následující: 54 dětí ve věku do 15 let, 189 osob v produktivním věku (15–64 let) a 47 seniorů ve věku 65 let a více. V témže roce bylo 288 obyvatel státními občany České republiky a dva obyvatelé měli jinou státní příslušnost. Z hlediska národnosti se 216 osob přihlásilo k české národnosti, jeden obyvatel k moravské a šest osob uvedlo jinou nebo neuvedlo žádnou národnost. Podle údajů obecního úřadu činil k počátku roku 2024 průměrný věk obyvatel 34,5 roku.
| Rok            | 1869 | 1880 | 1890 | 1900 | 1910 | 1921 | 1930 | 1950 | 1961 | 1970 | 1980 | 1991 | 2001 | 2006 | 2014 | 2021 | 2025 |
| Počet obyvatel | 362  | 374  | 346  | 341  | 371  | 341  | 314  | 285  | 313  | 293  | 251  | 259  | 249  | 257  | 254  | 290  | 320  |

## Školství
Základní škola ve Skuhrově byla založena již v roce 1727, tehdy jako farní škola, jejímž prvním známým učitelem byl Leopold Gron (1727–1740). Původní dřevěná budova byla v roce 1819 nahrazena kamennou a od 19. století sloužila žákům z okolních obcí, jako jsou Volešná, Radostín, Sedletín, Veselá či samoty Červený Důl a Kopaniny; některé obce později, v roce 1823, byly odloučeny. K roku 1873 bylo zapsáno na školu více než 150 dětí, přičemž druhá třída byla přistavěna až v roce 1878. V současné době je škola chloubou obce – v roce 2016 prošla kompletní rekonstrukcí a modernizací, včetně přístavby moderních učeben a nové tělocvičny zkolaudované 14. října 2020, kterou projektoval Ing. Dušan Chlad po získání dotace od Ministerstva pro místní rozvoj. Škola poskytuje základní vzdělávání přibližně 50 žákům z obce a okolí, disponuje školní družinou i jídelnou a nabízí mimo jiné každoroční plavecký výcvik. Je zřizována obcí Skuhrov a ředitelkou je Mgr. Pavlína Růžičková.

## Pamětihodnosti
Obec Skuhrov  nabízí několik významných kulturních památek. Dominantou je gotický kostel sv. Mikuláše z první poloviny 14. století s empírovou věží z roku 1811 a barokními interiérovými prvky. U kostela stojí barokní fara z roku 1728, kaple sv. Floriána z roku 1783 a žulový kříž před domem čp. 64, který patří k původním křížům Haberské stezky. Areál doplňuje socha sv. Jana Nepomuckého, hřbitov s litinovým křížem a klasicistní hrobka.
- Kostel svatého Mikuláše
- Barokní fara
- Kaple sv. Floriána
- Žulový kříž před domem čp. 64
- Socha sv. Jana Nepomuckého
- Hřbitovní part

## Galerie

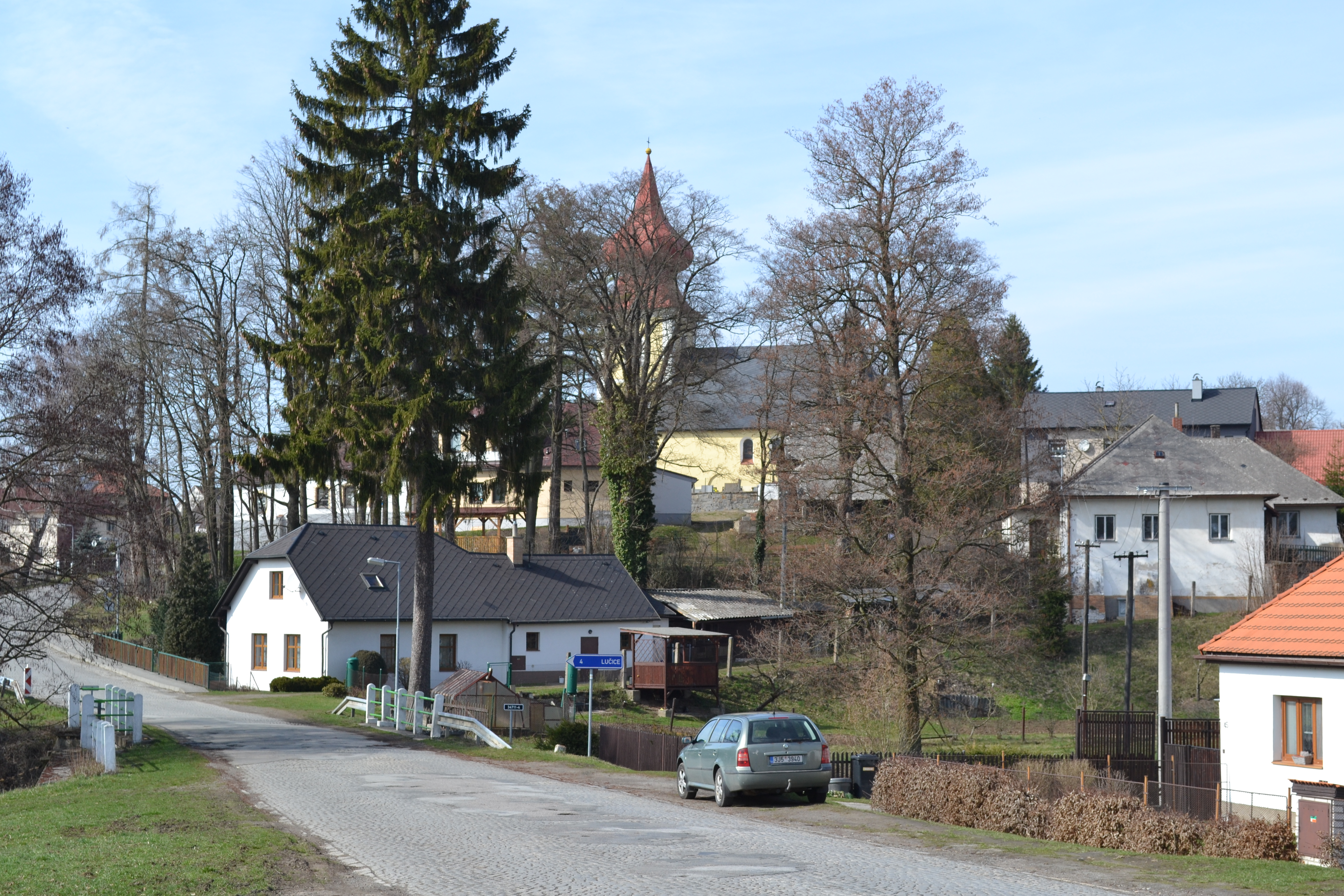
Pohled od jihovýchodu
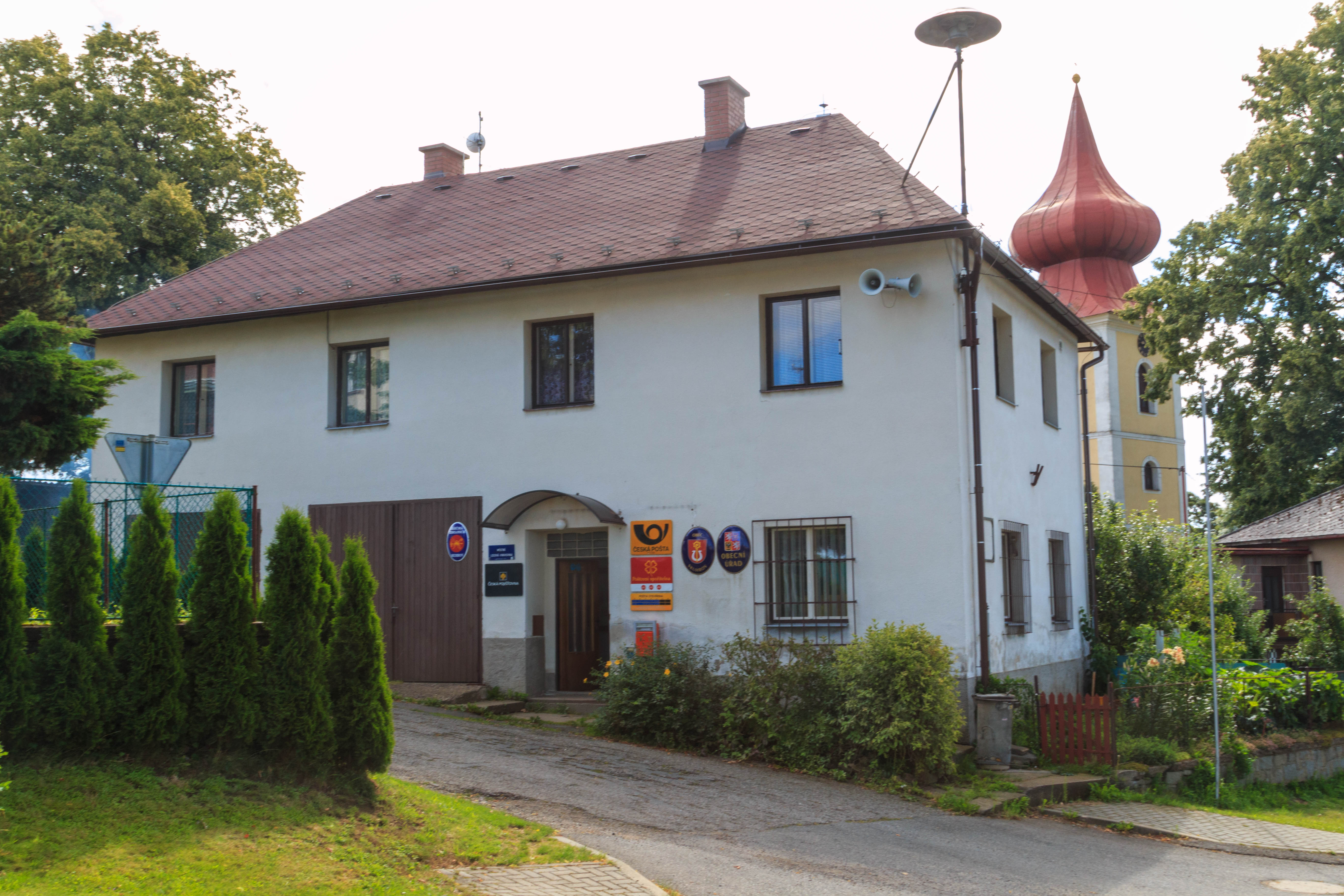
Obecní úřad a pošta
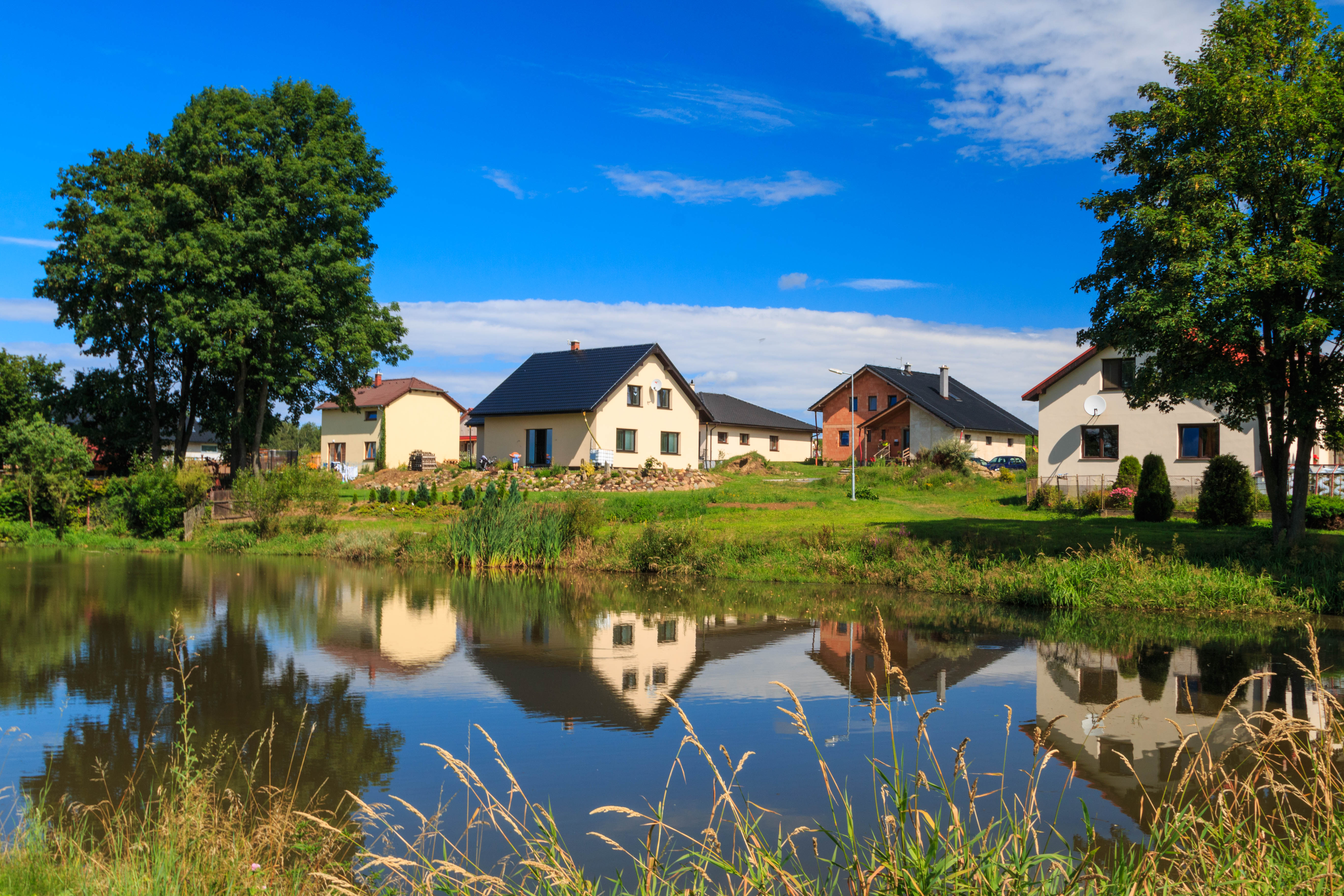
Rybník
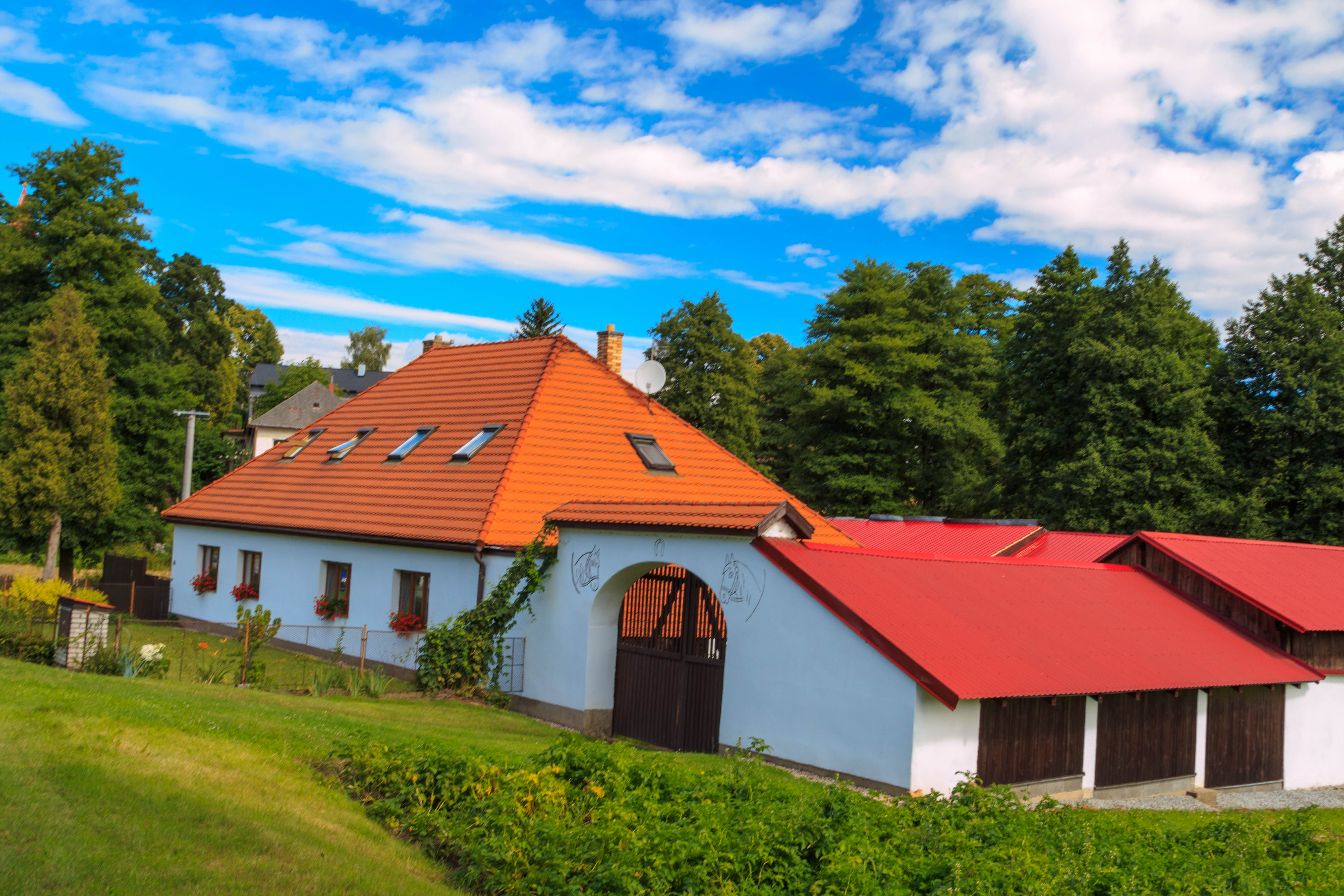
Dům čp. 45